# علم البصريات الوراثي
علم البصريات الوراثي (بالإنجليزية: Optogenetics)‏ هو تقنية بيولوجية للتحكم في نشاط الخلايا العصبية أو أنواع الخلايا الأخرى باستخدام الضوء. يتحقق ذلك عبر التعبير الجيني المتعلق بالقنوات الأيونية الحساسة للضوء أو المضخات أو الإنزيمات بشكل خاص في الخلايا المستهدفة. على مستوى الخلايا الفردية، تسمح الإنزيمات المُنشَّطة بالضوء وعوامل النسخ بالتحكم الدقيق في مسارات الإشارات الكيميائية الحيوية. في أنظمة العلوم العصبية، استُخدمت القدرة على التحكم في نشاط مجموعة محددة وراثيًا من الخلايا العصبية لفهم مساهمتها في صنع القرار، والتعلم، وذاكرة الخوف، والتزاوج، والإدمان، والتغذية، والحركة. في التطبيق الطبي الأول لتقنية البصريات الوراثية، جرى استعادة البصر جزئيًا لمريض كفيف يعاني من التهاب الشبكية الصباغي.
أُدخِلت تقنيات البصريات الوراثية أيضًا لرسم خرائط الاتصال الوظيفي للدماغ. يستطيع الباحثون تحديد الاعتماديات الإحصائية بين الخلايا ومناطق الدماغ، عن طريق تعديل نشاط الخلايا العصبية الموسومة وراثيًا باستخدام الضوء، واستخدام تقنيات التصوير والفيزيولوجيا الكهربائية لتسجيل نشاط الخلايا الأخرى.
بالمعنى الأوسع، يشمل مجال البصريات الوراثية أيضًا طُرُقًا لتسجيل النشاط الخلوي باستخدام المؤشرات المشفرة وراثيًا.
في عام 2010، اختيرت البصريات الوراثية على أنها «طريقة العام» عبر جميع مجالات العلوم والهندسة من قِبَل الدورية البحثية متعددة التخصصات نيتشر ميثودس. في العام ذاته، سلطت مقالة بعنوان «الاختراقات العلمية للعقد» في الدورية الأكاديمية ساينس الضوء على البصريات الوراثية.

## التطبيقات
ساهم مجال البصريات الوراثية في تعميق الفهم العلمي الأساسي لكيفية مساهمة أنواع خلايا محددة في وظيفة الأنسجة البيولوجية، مثل الدوائر العصبية في الكائنات الحية (in vivo). على الجانب السريري، أدت الأبحاث المعتمدة على البصريات الوراثية إلى اكتشافات حول استعادة الوظائف عبر الضوء، ومرض باركنسون، واضطرابات عصبية ونفسية أخرى مثل التوحد، وانفصام الشخصية، وإدمان المخدرات، والقلق، والاكتئاب. تتضمن إحدى العلاجات التجريبية للعمى استخدام قناة رودوبسين المُعبَّر عنها في الخلايا العقدية، ويتم تحفيزها بأنماط ضوئية من خلال نظارات هندسية مصممة خصيصًا.

### تحديد الخلايا العصبية والشبكات المحددة

#### اللوزة الدماغية
استُخدمت منهجيات البصريات الوراثية لرسم خرائط الدوائر العصبية في اللوزة الدماغية التي تساهم في «التكييف (الإشراط) الخوفي». أحد أمثلة هذه الدوائر هو الاتصال بين اللوزة الدماغية القاعدية الوحشية والقشرة أمام الجبهية الظهرية-الوسطية، حيث لوحظت تذبذبات عصبية بتردد 4 هرتز مرتبطة بسلوكيات التجميد الناتجة عن الخوف لدى الفئران. عُدلت فئران وراثيًا تملك قناة رودوبسين-2 المرتبطة بمُحفز بارفالبومين-كري، الذي يصيب بشكل انتقائي العصبونات البينية الموجودة في كل من اللوزة الدماغية القاعدية الوحشية والقشرة أمام الجبهية الظهرية-الوسطية المسؤولة عن تذبذبات 4 هرتز. أُنتِج سلوك التجميد عند تحفيز العصبونات البينية ضوئيًا، مما قدَّم دليلًا على أن تذبذبات 4 هرتز هذه قد تكون مسؤولة عن استجابة الخوف الأساسية الناتجة عن التجمعات العصبية الموجودة على طول القشرة أمام الجبهية الظهرية-الوسطية واللوزة الدماغية القاعدية الوحشية.

#### البصلة الشمية
كان التنشيط البصري الوراثي للخلايا العصبية الحسية الشمية حاسمًا لإثبات توقيت معالجة الروائح، وللكشف عن آليات السلوكيات الموجهة بالشم عبر التعديل العصبي مثل العدوانية والتزاوج. بالإضافة إلى ذلك، مكَّنت البصريات الوراثية من إعادة إنتاج أدلة تُظهر أن «الأثر اللاحق» (Afterimage) للروائح يتركز بشكل مركزي حول البصلة الشمية، وليس في المناطق الطرفية حيث توجد الخلايا العصبية المستقبلة للرائحة. حُفزت فئران مُعدَّلة وراثيًا تملك قناة رودوبسين ((Thy1-ChR2 باستخدام ليزر بطول موجي 473 نانومتر موضوع عبر الجمجمة فوق الجزء الظهري من البصلة الشمية. أدت فترات التحفيز الضوئي الأطول للخلايا المترالية في البصلة الشمية إلى ملاحظة نشاط عصبي يستمر لفترة أطول في المنطقة حتى بعد توقف التحفيز الضوئي، مما يشير إلى أن الجهاز الحسي الشمي قادر على الخضوع لتغيرات طويلة المدى والتمييز بين الروائح القديمة والجديدة.

#### النواة المتكئة
دُمجت تقنيات البصريات الوراثية وسلوك الثدييات الحرة الحركة والفيزيولوجيا الكهربائية في الكائن الحي وفيزيولوجيا الشرائح النسيجية، لاستكشاف العصبونات البينية الكولينية في النواة المتكئة عبر التنشيط أو التثبيط المباشر. رغم أن هذه الخلايا الكولينية تمثل أقل من 1% من إجمالي الخلايا العصبية في النواة المتكئة، إلا أنها قادرة على التحكم في نشاط النهايات الدوبامينية التي تُعَصِّب «العصبونات الشوكية المتوسطة» (Medium spiny neurons - MSNs) داخل النواة المتكئة. من المعروف أن هذه العصبونات الشوكية المتوسطة في النواة المتكئة (Accumbal MSNs) تشارك في المسار العصبي الذي يُمارس الكوكايين من خلاله تأثيراته، إذ ثبت أن تقليل التغيرات الناتجة عن الكوكايين في نشاط هذه الخلايا العصبية يُثبِّط «التكييف الناتج عن الكوكايين». قد تُثبت الخلايا الكولينية القليلة الموجودة في النواة المتكئة نفسها كأهداف فعَّالة في المعالجة الدوائية لإدمان الكوكايين.

#### القشرة أمام الجبهية
تُظهر تسجيلات في الجسم الحي وفي المختبر، من مختبر كوبر لفيزيولوجيا البصريات بجامعة كولورادو في بولدر، خلايا هرمية فردية تعبِّر عن بروتين «CAMKII AAV-ChR2» داخل القشرة أمام الجبهية، حيث أظهرت هذه الخلايا إخراج جهود فعل عالية الدقة باستخدام نبضات ضوئية زرقاء قصيرة بتردد 20 هرتز.

#### القشرة الحركية
أدى التحفيز البصري الوراثي المتكرر في الكائن الحي على حيوانات سليمة إلى إحداث نوبات صرعية في النهاية. سُمي هذا النموذج «التنشيط البصري المتكرر».

#### القشرة الكمثرية
أدى التحفيز البصري الوراثي المتكرر في الكائن الحي للخلايا الهرمية في القشرة الكمثرية لحيوانات سليمة إلى إحداث نوبات صرعية في النهاية. كشفت دراسات في المختبر عن فقدان «التثبيط الراجع» في الدائرة الكمثرية بسبب «ضعف تخليق غابا (GABA)».

#### القلب
طُبِّقت تقنيات البصريات الوراثية على الخلايا العضلية الأذينية لإنهاء اضطرابات النبض الحلزونية (Spiral wave arrhythmias) التي تحدث أثناء الرجفان الأذيني باستخدام الضوء. لا تزال هذه الطريقة في مرحلة التطوير. استكشفت دراسة حديثة إمكانيات البصريات الوراثية كأسلوب لتصحيح اضطرابات النظم القلبية وإعادة تزامن نُظم ضربات القلب. أدخلت الدراسة بروتين قناة رودوبسين-2 إلى الخلايا العضلية القلبية في المناطق البطينية لقلوب فئران مُعدَّلة وراثيًا، وأجرت دراسات في المختبر حول التحفيز الضوئي على كل من فئران «ذات التجويف المفتوح» (Open-cavity) و«ذات التجويف المغلق» (Closed-cavity).
أدى التحفيز الضوئي إلى تنشيطٍ أكبر للخلايا، وبالتالي زيادة التقلصات البطينية مما نتج عنه تسارع في معدل ضربات القلب. بالإضافة إلى ذلك، طُبِّق هذا الأسلوب في «علاج إعادة تزامن نُظم القلب كناظمة قلبية بيولوجية بديلًا عن العلاج المعتمد على الأقطاب الكهربائية. حديثًا، استُخدمت البصريات الوراثية في القلب لإزالة الرجفان البطيني عبر الإضاءة الموضعية للطبقة الخارجية للقلب، أو الإضاءة الكاملة للقلب، أو استخدام أنماط تحفيز مُخصصة تعتمد على آليات توليد اضطرابات النظم لتقليل طاقة إزالة الرجفان.

#### العقدة الحلزونية
أعاد التحفيز البصري الوراثي للعقدة الحلزونية في فئران صمَّاء النشاط السمعي. يسمح تطبيق البصريات الوراثية على منطقة القوقعة بتحفيز أو تثبيط «خلايا العقدة الحلزونية» (Spiral ganglion cells - SGNs). بالإضافة إلى ذلك، وبسبب خصائص جهود الراحة لخلايا (SGNs)، استُخدمت متغيرات مختلفة من بروتين قناة رودوبسين-2 مثل «كرونوس (Chronos)»، و«كاتش (CatCh)»، و«إف-كريمسون (f-Chrimson)». تعتبر متغيرات كرونوس وكاتش مفيدة بشكل خاص لأنها تقضي وقتًا أقل في حالة التثبيط، مما يسمح بنشاط أكبر مع انبعاث نوبات أقل من الضوء الأزرق. علاوةً على ذلك، فإن استخدام قنوات مُهندَسة «حمراء الانزياح» مثل إف-كريمسون يسمح بالتحفيز باستخدام أطوال موجية أطول، مما يقلل من مخاطر «السمية الضوئية» على المدى الطويل دون المساس بسرعة البوابات. والنتيجة هي أن الصمام الثنائي الباعث للضوء (LED) سيستهلك طاقة أقل، مما يجعل فكرة الأطراف الصناعية القوقعية المرتبطة بالتحفيز الضوئي أكثر قابلية للتطبيق.